# Jolfa (shahrestan)
Jolfa (persiska: جلفا), officiellt Shahrestan-e Jolfa (شهرستان جلفا), är en delprovins (shahrestan) i Iran. Den ligger i provinsen Östazarbaijan, i den nordvästra delen av landet, vid gränsen mot den azerbajdzjanska autonoma republiken Nachitjevan.
Administrativ huvudort är Jolfa. Delprovinsen hade 61 358 invånare 2016.